# État d'exception
L'état d'exception désigne, de façon générale, des situations où le droit commun est suspendu, ce qui peut se référer à des cas juridiques distincts, tels que l'état d'urgence, l'état de guerre, l’état de siège et la loi martiale.
Compte tenu des risques qu'un tel régime fait peser sur les droits de l'Homme et sur les démocraties, le Pacte international relatif aux droits civils et politiques (article 4), la Convention européenne des droits de l'homme (article 15, « Dérogation à l'état d'urgence »), la Convention américaine relative aux droits de l'homme (article 27, « Suspension des garanties ») et la Charte arabe des droits de l'homme (révisée en 2004), entre autres, disposent que les États Parties qui veulent déroger à certains droits garantis doivent notifier aux autres les dispositions auxquelles ils ont dérogé, leurs motifs et la durée ou la date de fin de la dérogation. Par contre, certains droits fondamentaux (appelés aussi « droits intangibles ») demeurent non susceptibles de dérogation, en toute circonstance. Par exemple, la Convention américaine n'autorise pas la suspension des droits déterminés dans les articles 3 (Droit à la reconnaissance de la personnalité juridique), 4 (Droit à la vie), 5 (Droit à l'intégrité de la personne), 6 (Interdiction de l'esclavage et de la servitude), 9 (Principes de légalité et de non rétroactivité en matière pénale), 12 (Liberté de conscience et de religion), 17 (Protection de la famille), 18 (Droit à un nom), 19 (Droit de l'enfant), 20 (Droit à une nationalité), 23 (Droits politiques). Elle n'autorise pas non plus la suspension des garanties procédurales indispensables à la protection de ces droits (droits de la défense, habeas corpus, amparo). La Charte arabe révisée protège le droit à un procès équitable, le droit d’introduire un recours en cas d’arrestation ou de détention, le droit à une nationalité. L'article 2 de la Convention des Nations unies contre la torture et toute autre forme de traitement inhumain ou dégradant dispose qu'aucune circonstance exceptionnelle, quelle qu'elle soit, qu'il s'agisse d'instabilité interne ou même d'un état de guerre ne peut être invoqué comme justifiant la torture. Les Conventions de l'Organisation internationale du Travail et la Charte africaine des droits de l'homme et des peuples ne prévoient aucune possibilité de dérogation.

## Concept d'état d'exception
L'état d'exception est une suspension de certaines garanties juridiques, prévue par la Constitution et/ou la loi du pays qui l'applique, pour faire face temporairement et localement à une circonstance exceptionnelle, par exemple, une restriction à la liberté de mouvement en cas de catastrophe naturelle,.
Les débats nombreux autour de l'état d'exception ont pu souligner d'une part son application dans le temps (Prolongation illimitée ou renouvelée tous les 3 mois pendant des années ; suspension indéfiniment de la norme : prolongation malgré la fin de la catastrophe naturelle, etc.) et dans l'espace (suspension dans le cadre du colonialisme, où le principe de responsabilité collective, par exemple, était souvent appliqué). Il peut, ou non, être contrasté avec l'État de droit : toute la question tournerait alors autour des rapports entre État de droit et état d'exception. Par ailleurs, l'état d'exception peut être généralisé (il s'applique à tous) ou localisé : certains auteurs insistent ainsi sur la législation anti-terroriste ou, de façon plus générale, les juridictions d'exception, comme moyens par lequel l'« État de droit » aménage en son sein un état d'exception ciblé. L'État de droit comme son envers, l'état d'exception, sont des concepts controversés et débattus.
Les débats contemporains, influencés en partie par les événements post-11 septembre 2001, tournent, entre autres, autour de la définition du souverain proposée par le juriste Carl Schmitt, qui défend une conception dite décisionniste de l'ordre juridique : le souverain serait, selon lui, et de façon ambiguë, celui qui décide de l'état d'exception ou durant l'état d'exception. Cette ambiguïté repose sur la phrase en allemand «Souverän ist, wer über den Ausnahmezustand entscheidet ». Le terme Über peut signifier que le souverain décide de déclarer l’exception, ainsi que des mesures à prendre pendant la durée de celle-ci. Par cette formule, Schmitt se dissocie de l’acception romaine de la dictature qu’il a approchée grâce à son concept de dictature de commissaire.
Des auteurs, à la gauche du spectre politique, comme Walter Benjamin, Jacques Derrida, Giorgio Agamben ont élaboré des pensées originales à partir de cette théorie alors que ce juriste appartient ouvertement à la droite conservatrice et anti-libérale.
De plus, les limites de ce concept deviennent floues lorsque, utilisé en philosophie politique dans des sens différents, ce concept englobe des politiques d'exception diluées dans le droit, ou lorsque la définition de situation d'urgence s'applique à des situations pérennes résultant de l'évolution historique des structures sociales, définition selon le sens commun toutefois utilisée pour mettre en place des dispositifs législatifs dérogatoires au droit commun, par exemple pour lutter contre « le terrorisme ».

## Études des Rapporteurs spéciaux des Nations unies
« Les conditions et les critères qui déterminent la légalité de l'état d'exception et qui permettent que ce régime soit compatible avec le respect des droits de l'homme et un mode de gouvernement démocratique » ont été définis dans l'étude présentée par Nicole Questiaux (France), rapporteur spécial des Nations unies sur cette question, Expert indépendant et membre de la Sous-Commission de la promotion et de la protection des droits de l'homme de l'ONU à sa 35e session en 1982. Ils ont été complétés par l'Étude finale rédigée par Leandro Despouy (Argentine), Rapporteur spécial sur cette question, Expert indépendant membre de la Sous-Commission, dans son 10e rapport annuel à la Sous-Commission à sa 49e session à Genève.
Selon une étude de 1996 organisée par l'Association de consultants internationaux en droits de l'homme :
« L'état d'exception est une réalité de la vie politique et juridique des nations. Presque tous les États possèdent une législation pertinente à cet égard et les conventions internationales sur les droits de l'homme contiennent des dispositions en la matière. »
.Cette étude poursuit : 
« Dans de nombreux pays, pour faire face aux situations exceptionnelles, les Gouvernements ont recours à l'état d'exception et suspendent l'application de lois qui protègent les libertés »

## Exemples d'application de l'état d'exception
Durant la Rome antique, entre 501 et 202 av. J.-C., soixante-seize dictateurs  furent nommés.
Au Royaume-Uni, les lois de suspension de l’Habeas corpus de 1688 (en) sont votées par le Parlement durant la Glorieuse Révolution.
En Allemagne, l’article 48 de la Constitution de Weimar de 1919, permettant au président de la République de prendre des mesures exceptionnelles, est utilisé à plus de 250 occasions entre 1925 et 1929.
Pour des exemples de motifs et de dispositions adoptées par des États qui ont prorogé un état d'exception proclamé avant juin 2003 (Algérie, Égypte, Israël, République arabe syrienne) et par des États qui ont proclamé un état d'exception entre juin 2003 et mai 2005 (Irak, Jamaïque, Népal, Pérou, Royaume-Uni), voir le Rapport du Haut-Commissariat des Nations unies aux droits de l'homme.
Pendant cinq ans, du 7 juin 1965 au 31 juillet 1970 (jour de la promulgation de la deuxième Constitution du pays), le Maroc a également connu un état d'exception.
La mesure est parfois décrétée pour des durées courtes, afin de pouvoir mobiliser en urgence des ressources de l'État sans entraver les mesures prises rapidement par les législations et règles administratives existantes. Par exemple, en mars 2015, le Chili place la région désertique d'Atacama sous ce statut pour cause de pluie torrentielles et indique que « l'armée a pris le contrôle de la région ». En août 2015, alors que le volcan Cotopaxi menace d'entrer en éruption le Président de l'Équateur annonce la mesure qui permet « d'utiliser toutes les ressources où qu'elles soient, mises à part celles de l'éducation, pour répondre à une éventuelle urgence et mobiliser les ressources nécessaires ». Il est précisé que « sous ce régime, le gouvernement peut également déployer des effectifs militaires pour venir en aide aux équipes de secours ».

## Principes régissant l'état d'exception
Les études de Mme Nicole Questiaux et de M. Leandro Despouy ont dégagé des « principes » qui « régissent les états d'exception ». Ces principes visent à soumettre la déclaration de l'état d'exception par tout État aux seules conditions légales prévues par sa Constitution, ses lois et les traités internationaux qu’il a ratifiés et à limiter les mesures de dérogation aux droits aux seules circonstances véritablement exceptionnelles. Selon le juriste Carl Schmitt, celui qui décide l'état d'exception, c'est-à-dire qui juge que les conditions légitimes de sa proclamation sont réunies, est le souverain ; Schmitt fait même de cette question le critère et la définition de la souveraineté. L'étude citée de Questiaux et Despouy adopte une perspective légaliste fondée sur l'« état de droit », alors que l'état d'exception est une "situation" juridique dans laquelle le pouvoir exécutif suspend l'état de droit pendant la durée des circonstances exceptionnelles. Les principes adoptés sont les suivants :
- Principe de légalité
- Principe de proclamation
- Principe de notification
- Principe de temporalité
- Principe de menace exceptionnelle
- Principe de proportionnalité
- Principe de non-discrimination
- Principe de compatibilité, de concordance et de complémentarité des diverses règles de droit international

(cf: E/CN.4/Sub.2/1997/19)
Ces Principes, qui n'ont pas encore été formellement adoptés par l' ONU, servent de référence pour la doctrine et pour les États. Les nombreux cas de violation des principes de légalité, de proportionnalité, etc., montrent que c'est loin d'être le cas.
Les deux études des rapporteurs spéciaux, en 1982 et en 1997, ainsi que les travaux et publications des deux réunions d'experts réunis par le CID sur la recommandation de M. Leandro Despouy, ont tenté d'identifier et de préciser les droits non susceptibles de dérogation, dits aussi droits « intangibles », dans quelles conditions il serait possible ou non d'y déroger, ainsi que les principales « anomalies » ou « déviations » dans l'application de l'état d'exception (état d'exception de facto; état d'exception non notifié ; état d'exception permanent ; état d'exception institutionnalisé ; rupture de l'ordre institutionnel. 
Les études des deux Rapporteurs des Nations Unies, les constatations du Comité des droits de l’homme relatives à l’article 4 du Pacte international relatif aux droits civils et politiques et les arrêts des Cours américaine et européenne des droits de l’Homme, entre autres, permettent aussi de distinguer les « états d'exception de facto » , non déclarés , des « états d'exception de jure » déclarés.

## En France
Entre 1793 et 1794, lors de la période de la Terreur, la Constitution de l'an I est suspendue, et le Comité de salut public se voit confier la conduite des affaires les plus importantes. En 1830, les ordonnances prises par Charles X suspendent la liberté de la presse pour sauver le régime, mais entraînent la Révolution des Trois Glorieuses.
L'État de siège est créé en 1791, les lois de 1849 et de 1879 en font une prérogative exclusive su Parlement. En 1918 et 1919, la jurisprudence du Conseil d'État reconnait la théorie des circonstances exceptionnelles.
Aujourd'hui, les états d’exception sont autorisés, soumis à des conditions permettant de vérifier que les circonstances l’exigent, et temporaires. Ils sont soumis à des contrôles juridictionnels (Conseil constitutionnel, juge judiciaire et juge administratif).
- l’état d'urgence sanitaire, « en cas de catastrophe sanitaire mettant en péril, par sa nature et sa gravité, la santé de la population », créé en 2020, au début de la pandémie de Covid-19, et abrogé en 2022[24] ;
- l’état d'urgence, « en cas de péril imminent résultant d’atteintes graves à l’ordre public » ou « d’événements présentant, par leur nature et leur gravité, le caractère de calamité publique », créé par la loi du 3 avril 1955 lors de la guerre d'Algérie[25] ;
- l'état de siège, « en cas de péril imminent résultant d’une guerre étrangère ou d’une insurrection armée »[26] ;
- les pouvoirs exceptionnels au président de la République, « lorsque les institutions de la République, l'indépendance de la Nation, l'intégrité de son territoire ou l'exécution de ses engagements internationaux sont menacés d’une manière grave et immédiate et que le fonctionnement régulier des pouvoirs publics constitutionnels est interrompu »[27].

États d’exception en France depuis 1955
- état d’urgence + pouvoirs exceptionnels
- état d’urgence
- état d’urgence limité à une partie du territoire
- état d’urgence sanitaire
- sortie de l’état d’urgence sanitaire